# Help Refugees
Help Refugees ist eine Nichtregierungsorganisation (NRO, NGO) aus dem Vereinigten Königreich, die humanitäre Hilfe für Geflüchtete aus aller Welt leistet und sich für diese Menschen einsetzt. 2016 wurde die Organisation der größte Graswurzel-Hilfeleister in Europa.

## Geschichte

### Entstehung
Help Refugees erwuchs „zufällig“ aus einer Kampagne in sozialen Medien, die von der Radiosprecherin und Autorin Liliana Bird, TV-Moderatorin und Autorin Dawn O’Porter und Management-Assistentin für Künstler Josie Naughton organisiert wurde, um einem Freund von Bird zu helfen, Spenden für Geflüchtete im sogenannten Dschungel von Calais zu sammeln.
Im August 2015 boten Bird und Naughton ihre Hilfe an, Birds ehemaligen Schauspiellehrer Tom Radcliffe zu helfen, 1000 britische Pfund und einen Van voller Spenden zu sammeln, um sie vom Vereinigten Königreich nach Calais zu fahren. Die zwei Frauen trafen sich mit O’Porter und entschieden den hashtag #HelpCalais zu verwenden, um Bewusstsein für die Krise zu schaffen und dabei zu helfen, Spenden zu sammeln. Sie benutzen ihre Follower und prominente Bekannte in den sozialen Medien, um möglichst viele Menschen zu erreichen, und waren überwältigt von der Reaktion: Innerhalb weniger Tage hatte die Gruppe genug materielle Spenden gesammelt, um ein Lager zu brauchen, das von der Big Yellow Group gesponsert wurde. Dany Lawrence, die ein Importunternehmen mit ihrem Mann betreibt und dessen Vater ein marokkanischer Geflüchteter war, bot ihre Hilfe an, um die Spenden nach Calais zu befördern. Eine Woche nach Beginn der Kampagne kursierte das Bild des dreijährigen Alan Kurdi in den Nachrichten und die Spenden wuchsen exponentiell, als Menschen ein größeres Bewusstsein für die sogenannte Europäische Flüchtlingskrise erlangten. Birds Schwester, die ehrenamtlich in Tel Aviv als Supply Manager tätig war, setzte eine Amazon Wunschliste von Dingen auf, die im Lager von Calais gebraucht wurden:„Ich habe immer wieder 100 Paar Stiefel, 200 Schlafsäcke, 300 Zelte eingegeben und immer wieder verschwanden sie“ – zuerst dachte sie es bestehe ein Fehler in der Wunschliste, dann realisierte sie, dass sie verschwanden, weil Menschen sie verkauft hatten. Die Big Yellow Group informierte die Organisatorinnen der Kampagne, dass 7000 Pakete innerhalb eines Tages angekommen waren. Nur sechs Freiwillige sortierten die Spenden, sodass die Frauen auf den sozialen Medien nach mehr Hilfe fragten, woraufhin mehr Freiwillige erschienen und sie bekamen, nachdem die Organisatorinnen erneut um Hilfe gebeten hatten, Verpflegung von Domino’s Pizza und Nando’s. Die Gruppe hatte jetzt 15 Lagerräume.
Bird, Lawrence, Naughton und O’Porter gingen nach Calais, um herauszufinden, wie sie die Spenden an die richtige Stelle liefern konnten, um den Menschen zu helfen. Sie erwarteten große NGOs wie das Rote Kreuz oder UNHCR zu finden, doch es waren keine vor Ort. Ihre Begegnungen mit Geflüchteten in dem Lager und den Menschen, die ihnen halfen (wie Liz Clegg, eine ehemalige Feuerwehrfrau aus Glastonbury, die Essen und Hilfe organisierte und später ein Zentrum für Frauen und Kinder errichtete) ermutigten sie mit den Menschen zu arbeiten, die bereits vor Ort waren um eine Lösung zu finden.
Als sie am 15. September zurückkehrten, hatten die Frauen ein Lagerhaus gemietet, um die Spenden zu lagern. In einem Baumarkt, auf der Suche nach Regalen für das Lagerhaus, traf Lawrence einen Irländer, der 5000 Pfund für Calais gesammelt hatte, aber nicht wusste, was er damit tun sollte: Letztendlich bezahlte er die Regale, die 900 Pfund kosteten. Als mehr Freiwillige eintrafen, begann Help Refugees damit, Übergangshütten im Lager zu bauen, Güter zu verteilen und Dienstleistungen zur Verfügung zu stellen, die nicht ausreichend abgedeckt waren. Dabei arbeiteten sie wenn möglich mit lokalen Organisationen zusammen. Die Gruppe waren daran beteiligt, Spenden zu erhalten, sortieren und zu verteilen, Hütten zu bauen. Außerdem übernahmen sie die Zählung der Bewohner des Lagers. Freunde der gründenden Frauen zogen nach Frankreich, um zu helfen, z. B. zur Rekrutierung von Freiwilligen. Die Anzahl von Spenden und Freiwilligen wurde größer und es wurde ein größeres Lagerhaus gefunden.
Bird, Lawrence, Naughton und O’Porter arbeiteten größtenteils von Lawrences Zuhause in London, wenn sie nicht im Rahmen ihrer Jobs arbeiteten. Lawrence hatte die Arbeit in ihrem Unternehmen aufgegeben und im Januar 2016 kündigte Naughton ihren Job bei Coldplay, um sich auf Help Refugees zu konzentrieren. Lawrence beschreibt die beiden als „versehentliche Wohltätigkeitsorganisation“.

### Expansion aus Frankreich
Im Oktober 2016 gab es ein Wachstum in Ankünften von Geflüchteten im Flüchtlingslager Moria in Lesbos, Griechenland, und Krankheiten brachen aus. Help Refugees fragte nach der Hilfe von Ärzten, um dorthin zu reisen und sie boten an, ihre Flüge und Unterkunft zu bezahlen, wenn sie länger als eine Woche bleiben könnten. Sie konnten 30 Ärzte finden. Im Juni 2016 unterstützte Help Refugees 26 Projekte in ganz Europa. Seit 2015 hat Help Refugees 722,500 Menschen aus aller Welt geholfen.

## Rezeption
The Guardian hat Help Refugees 2016 als eine seiner Partner-Wohltätigkeitsorganisationen für ihren Charity Appeal gewählt. Die Volkszählung durch Help Refugees im Calais Flüchtlingslager erlangte weltweite Medienaufmerksamkeit. In einer Dokumentation vom BBC „Calais: The Last Days Of The Jungle“ kamen einige Help-Refugee-Mitarbeiter und Freiwillige vor.
Zu prominenten Persönlichkeiten, die sich für Help Refugees ausgesprochen haben oder für sie aufgetreten sind, zählen unter anderem Jude Law, Tom Odell und Pamela Anderson.
Im Juni 2017 tat sich Help Refugees mit dem V&A in London für „Help Refugees: Our Shared Future“ zusammen, einer Diskussionsserie in dem „Lecture Theatre“ des Museums. Die Veranstaltung war der Beginn der 2017 Refugee Week.

## Choose Love
Bei einer Spendenaktion im November 2015, brachte Help Refugees ihre bekannten „Choose Love“ T-Shirts heraus, die von der britischen Designerin Katherine Hamnett kreiert wurden. Der Erlös der T-Shirts, die nun vom online Einzelhändler ASOS vertrieben werden, werden an Help Refugees gespendet. 2017 begann Help Refugees eine Reihe von Musikveranstaltungen als Spendenaktion, unter anderem Club Nächte, die von der elektronischen Musik Website Resident Advisor veranstaltet wurden.
Im November 2017 wurde ein Choose Love Pop-Up Laden in Soho und London samt einer zugehörigen Website gegründet, wo Menschen essentielle Dinge für Geflüchtete zur Weihnachtszeit kaufen können. Vor Weihnachten 2018 wurde ein zweiter Choose Love Laden in New York City eröffnet, während im Londoner Laden ein Kunstwerk von Banksy ausgestellt war und zum Gewinn stand.